# Synagoga v Kůzové
Bývalá synagoga stojí v severovýchodní části obce Kůzová (Wallisgrün) jako čp. 38.
Jedná se o podlouhlou roubenou stavbu, jež byla k náboženským účelům využívána do počátku 20. století. V roce 1949 byla zakoupena do soukromého vlastnictví a v současnosti je po přestavbě využívána jako rekreační obydlí.
Místní židovská obec měla k dispozici templ od roku 1783, k dokončení stavby došlo v roce 1812. Ve stejném roce (1783) byl založen také židovský hřbitov mezi dnešními Kožlany a Strachovicemi, nyní známém jako židovský hřbitov v Kožlanech. Mikve zde byla od založení místní židovské obce.